# Dinner
"Dinner" é uma canção do cantor e drag queen brasileiro Grag Queen, gravada para a trilha sonora da série de televisão Love, Victor, do Disney+. A canção foi lançada para download digital e streaming através da Hollywood Records, como primeiro single do álbum em 15 de junho de 2022.

## Lançamento e promoção
A divulgação do single começou com publicações de Grag nas redes sociais anunciando seu próximo single intitulado Dinner, onde faz parte da trilha sonora da série de televisão Love, Victor, do Disney+. Grag explicou que havia ficado muito grato pela oportunidade. Afinal, participar de um projeto da Disney era um sonho e complementou dizendo que após sair do reality show Queen of the Universe, Leland entrou em contato com Grag dizendo que a Disney estava interessada no artista, para integrar a trilha da terceira temporada de Love, Victor. "Dinner" foi lançada para download digital e streaming como o primeiro single do álbum em 15 de junho de 2022.

## Videoclipe
Dirigido por Brad Hammer, o videoclipe apresenta uma produção colorida e bastante divertida, onde Grag aparece todo distraído em casa e se emocionando com as cenas da série que ele vê em sua televisão. No clipe, Grag deixa o ferro quente queimar uma roupa que ele estava passando, mas acabou se distraindo com cenas de Love, Victor. Em outro momento, o cantor também perde o foco e deixa um bolo queimar no forno por conta da emoção que sentiu ao assistir a série. O videoclipe teve sua estreia um mês após o lançamento da canção das plataformas digitais.

## Faixas e formatos
| Download digital / streaming |          |         |  |
| N.º                          | Título   | Duração |  |
| 1.                           | "Dinner" | 2:53    |  |

## Histórico de lançamento
| Região | Data                | Formato(s)                 | Gravadora(s)      | Ref.  |
| ------ | ------------------- | -------------------------- | ----------------- | ----- |
| Várias | 15 de junho de 2022 | Download digital streaming | Hollywood Records | [ 5 ] |